# Літоринх афганський
Літоринх афганський (Lytorhynchus ridgewayi) — неотруйна змія з роду літоринхів родини Полозові.

## Опис
Загальна довжиною у самців 41-47 см, у самок — 35-42 см у самок. Має незвичайну форму голови - морда сильно загострена й видається вперед над ротовим отвором, що характерно змій, які ведуть риючий спосіб життя. Звернувшись на верхню поверхню морди частина міжщелепного щитка зазвичай не відокремлює міжносові щитки один від одного. Луска гладенька з 1 апікальною порою. Частина міжщелепного щитка, видима зверху, за своєю формою нагадує ніготь. Ніздрі мають форму косих щілин. Зіниці вертикально-еліптичні або майже круглі. Навколо середини тулуба є 19 гладеньких лусок. Черевних щитків — 170-188, підхвостових — 40-52. Анальний щиток цілісний або розділений. 
Верхня сторона тулуба світло-жовтуватого, піщаного або темно-бурого кольору. По спині проходять 35-45, а вздовж хвоста - 10-14 витягнутих поперек овальних світло-бурих або коричневих плям, облямованих по краях білим кантом. Уздовж хребта простягається вузька світла смужка з білуватих лусочок. З боків тулуба розташовуються по 1 рядку дрібніших світлих плям округлої форми, які розташовані у шаховому порядку відносно спинних плям. На верхній поверхні голови складний візерунок коричневого кольору, що нагадує за формою якір. Черево білого забарвлення, без плям.

## Спосіб життя
Полюбляє сухі горбисті передгір'я, глинясті рівнини, піщані напівпустелі і пустелі. Ховається під камінням, у тріщинах ґрунту, норах ящірок й гризунів, нерідко зустрічається в гніздах термітів, проникаючи по їх ходам глибоко у ґрунт. Цікавий спосіб риття власних нір — литоринх усвердлюється у ґрунт гострою головою, потім згинає голову у бік й як гачком вигрібає з норки ґрунт. Зустрічається на висоті до 2000 м над рівнем моря. Активний у присмерку та вночі. Зимує до кінця лютого - початку березня, активність продовжується до жовтня-початку листопада. 
Харчується ящірками, зокрема каспійськими геконами, сітчастими круглоголовками, закаспійськими круглоголовками, горбкуватими гекончиками.
Це яйцекладна змія Самки досягають статевої зрілості при довжині тіла 30-34 см, а самці - 30,4-31 см. Самиця у другій половині червня — липні відкладає 3—4 видовжених яйця розміром 10х34 мм. 

## Поширення
Мешкає у східному Ірані, західному Афганістані, південно-західному Пакистані, південному та південно-західному Туркменістані, південному Узбекистані. 